# Pehr Thomasson

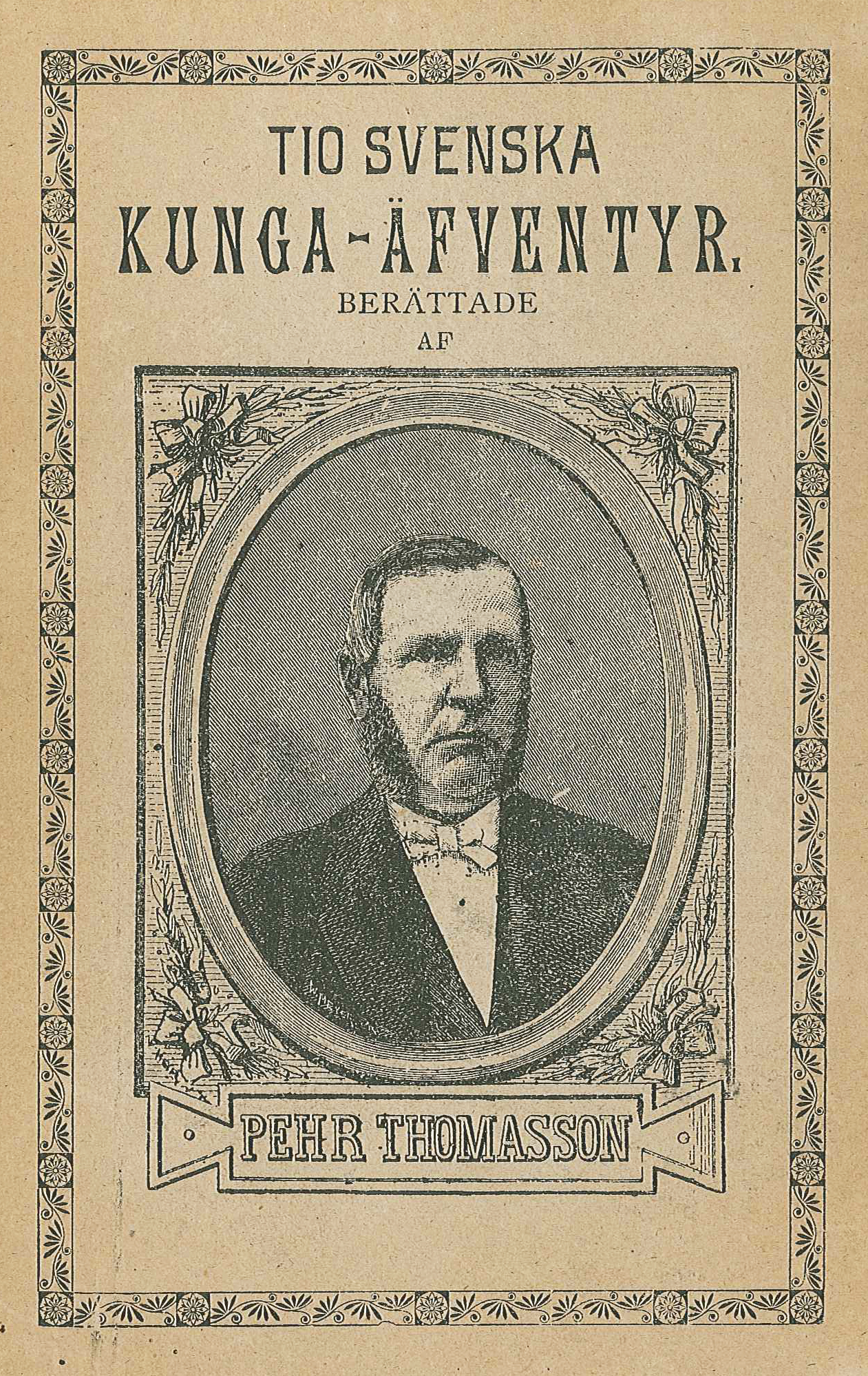
Pehr Thomasson på omslaget till en samling av några av hans historiska noveller, utgivna efter hans död (1894).

Pehr Thomasson, född den 24 februari 1818 i Jämshög i Blekinge, död den 9 mars 1883 i Stockholm, var en svensk författare.

## Biografi
Thomassons far Thomas Svensson var en blekingsk hemmansägare, vars gård efter dennes död övertogs av en äldre bror till Thomasson, vilken själv en tid arbetade som dräng hos denne broder. Han visade dock tidigt ett betydligt större intresse för litteratur än för jordbruk, och redan 21 år gammal publicerade han sina två första poetiska alster: Tillfällighets-dikter och Små sånger. Två år senare, 1841, kom det verk som skulle innebära hans litterära genombrott: Bländas saga – poetiskt försök (författaren angavs på försättsbladet som "P. Thomasson, bonddräng"). Framgången med detta och de snabbt därpå följande verken innebar att Thomasson successivt kunde övergå till att lägga alltmer tid på sin litterära karriär, initialt primärt som dikt- och sångförfattare, men med tiden framför allt som en av sin tids allra flitigaste svenska novellförfattare. Novellernas motiv var ofta folklivsskildrande men även historiska. Efter att ursprungligen ha publicerat sig hos förlag på många mindre svenska orter fick Thomasson 1846 för första gången möjlighet att besöka Stockholm och där träffa andra representanter för tidens litterära värld samt få sina böcker utgivna av större förlag. Många av hans skrifter spreds dock även i anspråkslösa små häften och "öresskrifter" som vände sig till en folkligare publik.
Thomasson flyttade 1853 från Blekinge till nordvästra Skåne där han parallellt med författandet var hemmansägare. År 1857 flyttade han, nu nybliven änkling, till Jönköping och bodde senare kortare perioder i Göteborg och Alingsås samt från slutet av 1860-talet i Stockholm, där han bland annat periodvis tjänstgjorde i andra kammarens kansli under riksdagarna. Han gjorde också själv politiska inlägg i en del av sina böcker, inte minst i den 1859 utgivna En arbetares lefnadsöden eller slaflif i Sverige. Också i skriftserien Lefnadsteckningar öfver Sveriges mest utmärkte bönder (1851-1855) visade Thomasson, enligt Nordisk familjebok, sitt "demokratiska tänkesätt"; dessa levnadsteckningar var dock inte alla skrivna av Thomasson själv. 
Thomasson var en mycket produktiv författare – han har 213 utgåvor upptagna i Libris – och hans böcker kom i regel ut i åtskilliga upplagor vittnande om en stor popularitet hos läsarna, och det inte bara i Sverige: de hade även stor spridning i USA:s svenskbygder och översattes i vissa fall även till finska och danska. Författarens popularitet bidrog också till att han 1870 gjordes till utgivare av tidningen Svenska medborgaren, vilket han var till 1875. Vacklande hälsa gjorde att hans författarproduktivitet därefter avtog, och trots att han från år 1880 erkändes en årlig pension om 1200 kronor av riksdagen så dog han fattig tre år senare. 
Thomasson var medlem i Sällskapet Idun. Harald Wieselgren har i en nekrolog över "folkskalden" Thomasson skrivit följande: 
[…] Per Thomasson har för vår utveckling en vida större betydelse än den han tidigt vann som en tegneriserande blekingsk bonddräng. Genom sina prosaberättelser och »Pennteckningar» ur nästan alla provinsers och samhällsklassers lif, förnämligast ur allmogens, har han icke blott åt efterverlden förvarat väl tecknade bilder af det svenska samhället i vissa skeden och lager, utan ock i väsentlig mån bidragit till skapande af en sund läsning för den stora allmänhet, som endast sällan köper böcker utöfver det traditionella området af religiös natur – och jemväl endast sällan kan påräkna, att dess vidare gående literära behof blifva väl tillgodosedda.